# Cạnh tranh độc quyền
Cạnh tranh độc quyền là một hình thái tổ chức thị trường mà có nhiều người bán một sản phẩm khác biệt và sự gia nhập cũng như rời bỏ ngành công nghiệp tương đối dễ dàng về lâu dài.
Cạnh tranh độc quyền phổ biến nhất trong ngành bán lẻ của nền kinh tế. Do có nhiều sản phẩm thay thế gần gũi, đường cầu mà công ty cạnh tranh độc quyền gặp phải rất linh hoạt.
Mức sản lượng tốt nhất trong ngắn hạn là khi doanh thu cận biên (Marginal Revenue - MR) = chi phí cận biên (Marginal Cost - MC).
Các doanh nghiệp cạnh tranh độc quyền nên chi tiêu vào việc thay đổi sản phẩm và các chi phí bán hàng cho đến khi MR=MC.
Nếu các doanh nghiệp cạnh tranh độc quyền có lãi ngắn hạn, trong dài hạn sẽ có nhiều công ty gia nhập thị trường hơn. Điều này làm cho đường cầu của mỗi doanh nghiệp dịch chuyển sang phía trái cho đến khi tất cả các doanh nghiệp hoà vốn.